# North Arm (Newfoundland)
North Arm is een baai van 40 km² in de Canadese provincie Newfoundland en Labrador. De baai is een lange, smalle zijarm van de Bay of Islands, een grote baai aan de westkust van het eiland Newfoundland.

## Geografie
North Arm is de noordelijkste van drie zijarmen van de Bay of Islands. Verder naar het zuiden toe liggen respectievelijk Middle Arm en Humber Arm. De zeearm snijdt 14 km ver in de Long Range, de bergketen van westelijk Newfoundland. De helft van de baai die het dichtst bij het open water ligt is 3,5 à 4 km breed, terwijl de meest oostelijke helft gemiddeld 1,5 à 2 km breed is.
Er bevindt zich geen enkele plaats aan de oevers van North Arm en er leidt ook geen enkele weg naartoe. Het dichtstbij gelegen dorp is het aan Middle Arm gelegen Cox's Cove, dat op een vaarafstand van 8 km ligt.